# 日劇ウエスタンカーニバル
日劇ウエスタンカーニバル（にちげきウエスタンカーニバル）は、1958年2月から1977年8月まで、日本劇場で開催されていた音楽フェスティバルである。 全57回公演（実際は56回）。

## 概要
日本劇場を運営する東宝が1958年2月8日（土曜日）から第1回を開催したものである。観客動員数は初日だけで9,500人、1週間で45,000人を記録した。この数字は、ドーム球場や日本武道館といった大規模なコンサート会場が存在しない1950年代当時の日本としては、異例の記録である。
この企画が当たったことで、以後も定期的に開催されるようになった。1950年代にはロカビリーブームを生み、1960年代後半にはグループ・サウンズ（以後GS）ブームが巻き起こった。
また、GS時代には、出演者のパフォーマンスに対する賞が設けられており、回ごとにそれを決定していた。GSにとって象徴的な行事となり、連日超満員となった。
GSブーム最盛期においては有楽町駅前から東京駅近くまで約1kmに亘って前売券を買う人々の行列が連なり周囲は騒然となった。
しかし、GSブームの終焉とともに客足も遠退き、1970年代は主にジャニーズ事務所やスクールメイツのタレントをメインとしたアイドルショーとなっていった。例えば、キャンディーズの単独ショーも「ウエスタンカーニバル」として行われたことがある（1975年8月26日「日劇ウエスタン･カーニバル 〜キャンディーズ・ショー〜」等）。そして1977年8月の第57回をもって幕を閉じた。
1981年1月、老朽化に伴う複合ビル計画により日本劇場の閉鎖･解体が決定したことを受け、1月22日より4日間、内田裕也プロデュースによる「サヨナラ日劇ウエスタン・カーニバル 〜 俺たちは走り続けている!」が開催され、ロカビリー時代のスターや、ザ・タイガース、ザ・スパイダースを始めとした人気GSの面々も再結成し出演。大きな話題となった。
2000年11月からは「想い出のウエスタンカーニバル」と銘打ち、主にロカビリー時代の出演者による同窓会的なコンサートが定期的に行われている。2008年12月25日にはウエスタンカーニバル開催50周年を記念し、閉館間近の新宿コマ劇場で「ウエスタンカーニバル・クリスマス同窓会50th」が開催された。

## 第1回開催まで
1954年からウエスタンバンドが集まって、有楽町蚕糸会館6階の東京ヴィデオ・ホールで「ウエスタンカーニバル」というイベントが開催されていた。1950年代半ばころになると入場できないファンも出るほどの盛況となり、「親衛隊」のような熱烈な女性ファンも付くようになっていた。その一方、ウエスタンバンドのメンバーたちは東京ヴィデオ・ホールの出演時以外は東京都内の小さなジャズ喫茶で細々と演奏を行っていた。
そうしたウエスタンバンドのパフォーマンスに注目したのが、渡辺プロを立ち上げて間もない頃の渡辺美佐であった。美佐はジャズの次の音楽ビジネスの中心になるものを模索していたが、たまたま美佐の実妹の曲直瀬信子がロカビリーのファンで、美佐は信子の紹介でジャズ喫茶や東京ヴィデオ・ホールでのウエスタンバンドのイベントに足を運んでおり、一つの試みとして「2月の暇な時期に若い子にウエスタンでもやらせたら」と思い立った。
だが、当時無名であったウエスタンのバンドを集めてのイベントに劇場側は「客を呼べるのか?」と懐疑的で、実際に浅草の国際劇場には開催を断られていた。美佐は知人の演出家・山本紫朗のもとを訪ね、2人で日本劇場に企画を持ち込んだ。日劇も最初は渋ったが、観客動員が期待できないとされた2月の開催ということもあって承諾した。
一方、東京ヴィデオ・ホールでの「ウエスタンカーニバル」を実質的に取り仕切っていたスウィング・ウエストのリーダー・堀威夫も東京ヴィデオ・ホールやジャズ喫茶での観客の反応を肌で感じて、「東京ヴィデオ・ホールより大きい劇場で開催しても成功する」と確信し、より収容人員の多い日劇での「ウエスタンカーニバル」開催を思い立った。ただ、堀たちには日劇とのコネクションがなかったため、ジャズプレイヤーとして幾度か日劇の舞台に立っていた渡辺晋の元に相談に行った。ここで晋から自身の妻である美佐に話を持っていくように言われ、思惑の一致を見たことで美佐・山本・堀の3人が中心となって「第1回日劇ウエスタンカーニバル」の企画が進んでいった。
「日劇ウエスタンカーニバル」を開催するに当たり、山本は構成・演出を担当。出演者の選考、演奏曲目、出演順の決定、チケットなどの営業活動は全て堀が担当した（後述の「ロカビリー3人男」を「日劇ウエスタンカーニバル」に引っ張ってきたのも堀である）。また、美佐の妹・信子もファンとの横のつながりを生かして、親衛隊にテープ投げを依頼するなど制作サイドと観客の橋渡し役となった。
こうして開催された「第1回日劇ウエスタンカーニバル」は前述のような成功を収めた。

## その後
美佐はこのイベントの成功で「ロカビリーマダム」（「マダムロカビリー」とも）という称号を得て、一躍脚光を浴びることになった。夫である晋もこのイベントの成功を見て、1958年9月にジャズプレイヤーを引退し、美佐と立ち上げた渡辺プロの経営に本腰を入れるようになる。渡辺プロにとってはその後「ナベプロ帝国」と呼ばれる地位を築く足掛かりとなるイベントとなった。
一方、堀はこのイベントに関わったことが縁で、一時客分格で渡辺プロに身を置くことになったが、やがて「日劇ウエスタンカーニバル」でスターダムにのし上がった守屋浩を主演にした映画『檻の中の野郎たち』を制作したことで美佐の怒りを買い、結果的に渡辺プロを去り、自身のプロダクションであるホリプロ創設に至っている。この時、守屋も堀と行動を共にし、ホリプロ所属となった一方、東京ヴィデオ・ホール時代から「ウエスタンカーニバル」で共に活動してきたグループの大半は「ウエスタンカーニバル」にとどまったため、堀と守屋だけが飛び出すかたちとなった。
こうした経緯も影響してか、その後スウィング・ウエストも守屋も「日劇ウエスタンカーニバル」からは締め出され、さらにGS時代に移った後も、出演したグループは事実上渡辺プロもしくはその系列に所属するものに限られ、ホリプロ系列所属のグループは締め出されることになった。
堀は後に「『いいバンドを一つつくり上げていけばいいんだ』じゃあだめ、質を追求すると同時に、量もある程度追求しないとほんとうの意味の力にならない、ということを知った。」と当時を振り返っている。

## 主な出演者
- ロカビリー3人男[4]
  - ミッキー・カーチス
  - 平尾昌晃
  - 山下敬二郎
- 三人ひろし
  - 井上ひろし
  - 水原弘
  - かまやつひろし
  - 守屋浩（水原と交替で加入）
  - 望月浩
- 飯田久彦
- 弘田三枝子
- 寺本圭一
- 尾藤イサオ
- ジャッキー吉川とブルーコメッツ
- ザ・スパイダース
- シャープ・ホークス
- 寺内タケシとバニーズ
- ザ・ワイルド・ワンズ
- ザ・タイガース
- ザ・ジャガーズ
- ザ・カーナビーツ
- ザ・ゴールデン・カップス
- ザ・テンプターズ
- フォーリーブス
- PYG

## 開催年月日
- 第1回 日劇ウエスタン・カーニバル （1958年2月8日 - 14日）
- 第2回 日劇ウエスタン・カーニバル （1958年5月26日 - 6月1日）
- 第3回 日劇ウエスタン・カーニバル （1958年8月26日 - 9月2日）
- 第4回 日劇ウエスタン・カーニバル （1958年12月16日 - 22日）
- 第5回 新春日劇ウエスタン・カーニバル （1959年1月20日 - 27日）
- 第6回 日劇ウエスタン・カーニバル （1959年5月5日 - 15日）
- 第7回 日劇ウエスタン・カーニバル （1959年8月25日 - 31日）
- 第8回 日劇ウエスタン・カーニバル （1959年12月9日 - 15日）
- 第9回 新春日劇ウエスタン・カーニバル （1960年1月22日 - 28日）
- 第10回 日劇ウエスタン・カーニバル （1960年5月7日 - 15日）
- 第11回 日劇ウエスタン・カーニバル （1960年8月25日 - 31日）
- 第12回 （存在しない幻の回）[注釈 9]
- 第13回 新春日劇ウエスタン・カーニバル （1961年1月16日 - 23日）
- 第14回 日劇ウエスタン・カーニバル （1961年5月6日 - 14日）
- 第15回 日劇ウエスタン・カーニバル （1961年8月28日 - 9月4日）
- 第16回 新春日劇ウエスタン・カーニバル （1962年1月7日 - 14日）
- 第17回 日劇ウエスタン・カーニバル （1962年5月）
- 第18回 日劇ウエスタン・カーニバル （1962年8月）
- 第19回 新春日劇ウエスタン・カーニバル （1963年1月14日 - 21日）
- 第20回 日劇ウエスタン・カーニバル （1963年5月5日 - 12日）
- 第21回 日劇ウエスタン・カーニバル （1963年9月2日 - 8日）
- 第22回 新春日劇ウエスタン・カーニバル （1964年1月14日 - 21日）
- 第23回 日劇ウエスタン・カーニバル （1964年5月5日 - 12日）
- 第24回 日劇ウエスタン・カーニバル 〜 ペギー・マーチがやってきた （1964年8月26日 - 9月1日）
- 第25回 新春日劇ウエスタン・カーニバル （1965年1月14日 - 21日）
- 第26回 日劇ウエスタン・カーニバル （1965年5月5日 - 12日）
- 第27回 日劇ウエスタン・カーニバル （1965年8月28日 - 9月3日）
- 第28回 新春日劇ウエスタン・カーニバル （1966年1月15日 - 21日）
- 第29回 日劇ウエスタン・カーニバル （1966年5月5日 - 12日）
- 第30回 日劇ウエスタン・カーニバル （1966年8月）
- 第31回 新春日劇ウエスタン・カーニバル （1967年1月15 - 22日）
- 第32回 日劇ウエスタン・カーニバル （1967年5月5日 - 12日）
- 第33回 日劇ウエスタン・カーニバル （1967年8月26日 - 9月1日）
- 第34回 新春日劇ウエスタン・カーニバル （1968年1月15日- 22日）
- 第35回 日劇ウエスタン・カーニバル （1968年5月4日- 10日）
- 第36回 日劇ウエスタン・カーニバル （1968年8月26日- 9月2日）
- 第37回 新春日劇ウエスタン・カーニバル （1969年1月14日- 21日）
- 第38回 日劇ウエスタン・カーニバル （1969年5月5日- 12日）
- 第39回 日劇ウエスタン・カーニバル （1969年8月25日- 9月1日）
- 第40回 新春日劇ウエスタン・カーニバル （1970年1月15日 - 22日）
- 第41回 日劇ウエスタン・カーニバル （1970年5月2日 - 8日）
- 第42回 日劇ウエスタン・カーニバル （1970年8月25日 - 9月1日）
- 第43回 新春日劇ウエスタン・カーニバル （1971年1月15日 - 22日）
- 第44回 日劇ウエスタン・カーニバル 〜 みんなで踊ろう! （1971年4月23日 - 29日）
- 第45回 日劇ウエスタン・カーニバル （1971年8月27日 - 9月2日）
- 第46回 新春日劇ウエスタン・カーニバル （1972年1月15日 - 22日）
- 第47回 日劇ウエスタン・カーニバル （1972年5月6日 - 12日）
- 第48回 日劇ウエスタン・カーニバル （1972年8月26日 - ）
- 第49回 日劇ウエスタン・カーニバル （1973年5月）
  - 「フォーリーブス ショー」 （5月4日）
  - 「郷ひろみ ショー」 （5月5日 - 6日）
  - 「ヤング・アイドル ショー （西城秀樹、伊丹幸雄、草刈正雄）」 （5月7日 - 8日）
  - 「沢田研二 ショー」（5月9日 - 10日）
- 第50回 日劇ウエスタン・カーニバル （1973年8月）
- 第51回 日劇ウエスタン・カーニバル （1974年4月）
- 第52回 日劇ウエスタン・カーニバル （1974年8月）
- 第53回 日劇ウエスタン・カーニバル 〜 ばらとみかんとバイオリンと （1975年3月28日 - 31日）
- 第54回 日劇ウエスタン・カーニバル （1975年8月）
  - 「キャンディーズ ショー」 （8月26日）
  - 「ジャニーズ・ファミリー・フェスティバル」 （8月27日）
- 第55回 日劇ウエスタン・カーニバル （1976年3月24日 - 28日）
- 第56回 日劇ウエスタン・カーニバル （1976年8月24日 - 28日）
- 第57回 日劇ウエスタン・カーニバル （1977年8月）

- サヨナラ日劇ウエスタン・カーニバル 〜 俺たちは走り続けている! （1981年1月22日 - 25日）
内田裕也プロデュース。4日間で昼夜計8回公演。2度テレビ放映[注釈 10]され、後にカセット、CD化。
- サヨナラ日劇FESTIVAL 〜 あゝ栄光の半世紀 （1981年1月28日 - 2月15日）

## 日劇終了後の公演
- 新宿NSビルX’masスペシャル ウエスタンカーニバルinNS・なつかしのアイドル大集合編（1987年12月19日、新宿NSビルイベントホール）
林寛子、伊藤咲子、シェリー、豊川誕、あいざき進也、伊丹幸雄出演。
- 想い出のウエスタンカーニバル2000 （2000年11月、中野サンプラザ）
2000年以降定期開催。 2009年のみタイトルが「甦る青春ウエスタンカーニバル」。
- ウエスタンカーニバル・クリスマス同窓会50th （2008年12月25日、新宿コマ劇場）
第1回目の日劇ウエスタン・カーニバルから50年記念として開催された。
- MIN-ON ウエスタン・カーニバル ファイナル（2015年9月30日、ゆうぽうと）[5][6]
ゆうぽうとホール閉館を記念して一日限りの復活。

## 関連作品
- コミックス・アニメ・舞台「RAINBOW-二舎六房の七人-」 - 作中主要キャラクターの一人である混血児「横須賀ジョー」が歌手として実力を認められ、日劇ウエスタンカーニバルへの出場を果しかける話が登場。